# Weilbach (Austria)
Weilbach è un comune austriaco di 611 abitanti nel distretto di Ried im Innkreis, in Alta Austria.